# Sphex malagassus
Sphex malagassus är en biart som beskrevs av De Saussure 1890. Sphex malagassus ingår i släktet Sphex och familjen grävsteklar. Inga underarter finns listade i Catalogue of Life.